# Nigeria i olympiska spelen

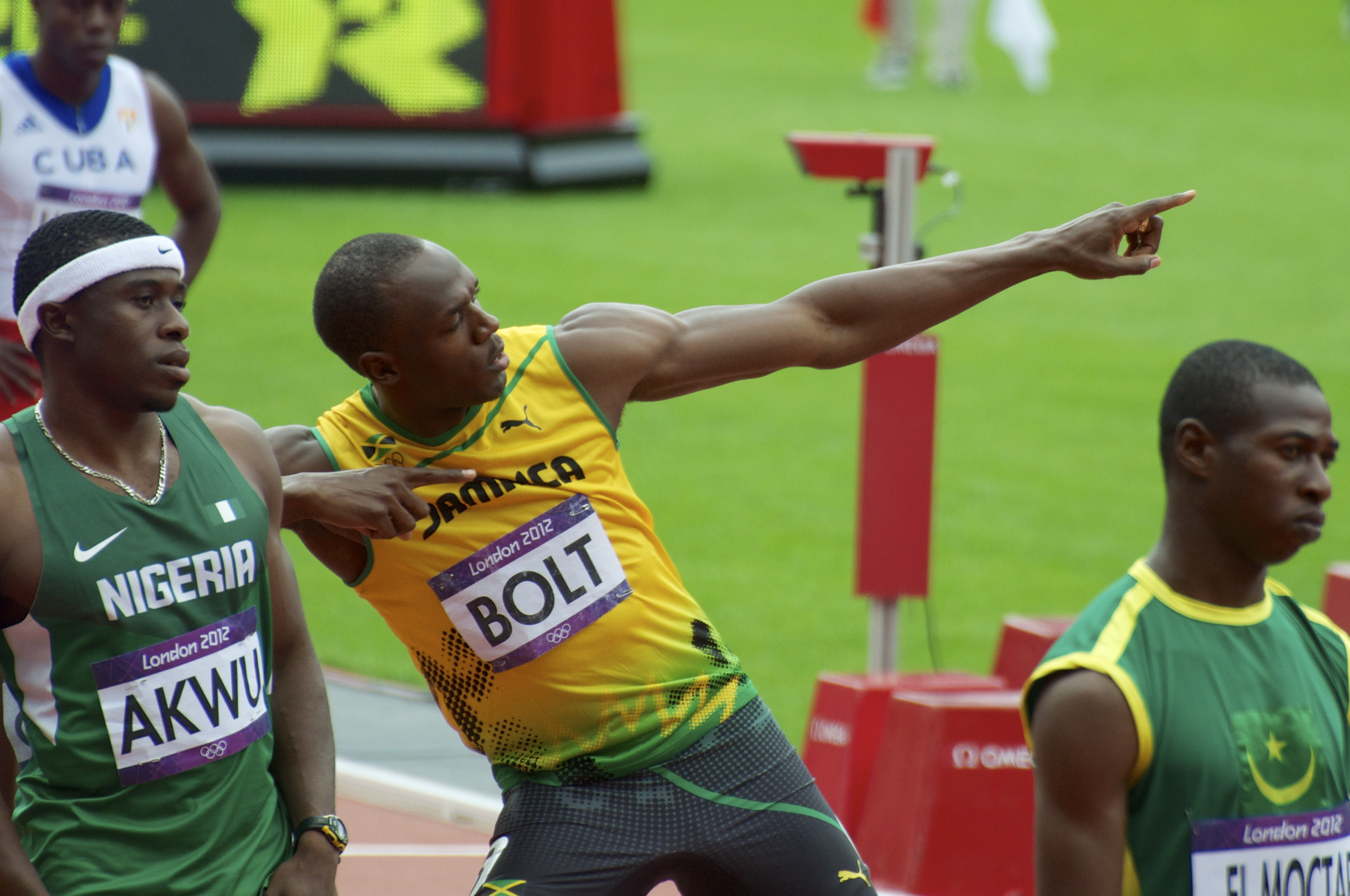
Noah Akwu (vänster), som tävlade för Nigeria 2012 och Usain Bolt, som tävlade för Jamaica 2012 (mitten).

Nigeria var med 1952 första gången i olympiska sommarspelen, efter att den nationella olympiska kommittén grundats 1951. Därefter har Nigeria varit med i varje olympiskt sommarspel utom olympiska sommarspelen 1976. Nigeria har tagit sina flesta medaljer i friidrott och boxning, men fotbollslaget vann även guld 1996. Nigeria var med i olympiska vinterspelen 2018 och 2022.

## Medaljer
| Guld | Silver | Brons | Totalt antal medaljer |
| ---- | ------ | ----- | --------------------- |
| 3    | 11     | 13    | 27                    |

| Spel                | Idrottare        | Guld        | Silver      | Brons       | Totalt      | Placering   |             |             |             |             |             |             |             |             |             |             |             |             |             |             |             |             |
| Helsingfors 1952    | 9                | 0           | 0           | 0           | 0           | –           |             |             |             |             |             |             |             |             |             |             |             |             |             |             |             |             |
| Melbourne 1956      | 10               | 0           | 0           | 0           | 0           | –           |             |             |             |             |             |             |             |             |             |             |             |             |             |             |             |             |
| Rom 1960            | 12               | 0           | 0           | 0           | 0           | –           |             |             |             |             |             |             |             |             |             |             |             |             |             |             |             |             |
| Tokyo 1964          | 18               | 0           | 0           | 1           | 1           | 35          |             |             |             |             |             |             |             |             |             |             |             |             |             |             |             |             |
| Mexico City 1968    | 36               | 0           | 0           | 0           | 0           | –           |             |             |             |             |             |             |             |             |             |             |             |             |             |             |             |             |
| München 1972        | 25               | 0           | 0           | 1           | 1           | 43          |             |             |             |             |             |             |             |             |             |             |             |             |             |             |             |             |
| Montréal 1976       | Deltog inte      | Deltog inte | Deltog inte | Deltog inte | Deltog inte | Deltog inte | Deltog inte | Deltog inte | Deltog inte | Deltog inte | Deltog inte | Deltog inte | Deltog inte | Deltog inte | Deltog inte | Deltog inte | Deltog inte | Deltog inte | Deltog inte | Deltog inte | Deltog inte | Deltog inte |
| Moskva 1980         | 44               | 0           | 0           | 0           | 0           | –           |             |             |             |             |             |             |             |             |             |             |             |             |             |             |             |             |
| Los Angeles 1984    | 32               | 0           | 1           | 1           | 2           | 30          |             |             |             |             |             |             |             |             |             |             |             |             |             |             |             |             |
| Seoul 1988          | 69               | 0           | 0           | 0           | 0           | –           |             |             |             |             |             |             |             |             |             |             |             |             |             |             |             |             |
| Barcelona 1992      | 55               | 0           | 3           | 1           | 4           | 38          |             |             |             |             |             |             |             |             |             |             |             |             |             |             |             |             |
| Atlanta 1996        | 65               | 2           | 1           | 3           | 6           | 32          |             |             |             |             |             |             |             |             |             |             |             |             |             |             |             |             |
| Sydney 2000         | 83               | 1           | 2           | 0           | 3           | 41          |             |             |             |             |             |             |             |             |             |             |             |             |             |             |             |             |
| Aten 2004           | 70               | 0           | 0           | 2           | 2           | 68          |             |             |             |             |             |             |             |             |             |             |             |             |             |             |             |             |
| Peking 2008         | 74               | 0           | 3           | 2           | 5           | 57          |             |             |             |             |             |             |             |             |             |             |             |             |             |             |             |             |
| London 2012         | 49               | 0           | 0           | 0           | 0           | –           |             |             |             |             |             |             |             |             |             |             |             |             |             |             |             |             |
| Rio de Janeiro 2016 | 71               | 0           | 0           | 1           | 1           | 78          |             |             |             |             |             |             |             |             |             |             |             |             |             |             |             |             |
| Tokyo 2020          | 55               | 0           | 1           | 1           | 2           | 74          |             |             |             |             |             |             |             |             |             |             |             |             |             |             |             |             |
| Paris 2024          | 88               | 0           | 0           | 0           | 0           | –           |             |             |             |             |             |             |             |             |             |             |             |             |             |             |             |             |
| Los Angeles 2028    | Framtida tävling |             |             |             |             |             |             |             |             |             |             |             |             |             |             |             |             |             |             |             |             |             |
| Brisbane 2032       | Framtida tävling |             |             |             |             |             |             |             |             |             |             |             |             |             |             |             |             |             |             |             |             |             |
| Totalt              | Totalt           | 3           | 11          | 13          | 27          | 80          |             |             |             |             |             |             |             |             |             |             |             |             |             |             |             |             |

| Spel                | Idrottare        | Guld             | Silver           | Brons            | Totalt           | Placering        |
| Pyeongchang 2018    | 3                | 0                | 0                | 0                | 0                | –                |
| Peking 2022         | 1                | 0                | 0                | 0                | 0                | –                |
| Milano–Cortina 2026 | Framtida tävling | Framtida tävling | Framtida tävling | Framtida tävling | Framtida tävling | Framtida tävling |
| Totalt              | Totalt           | 0                | 0                | 0                | 0                | –                |

### Medaljer efter sporter
| Sport              | Guld | Silver | Brons | Totalt |
| Friidrott          | 2    | 5      | 7     | 14     |
| Fotboll            | 1    | 1      | 1     | 3      |
| Boxning            | 0    | 3      | 3     | 6      |
| Tyngdlyftning      | 0    | 1      | 1     | 2      |
| Brottning          | 0    | 1      | 0     | 1      |
| Taekwondo          | 0    | 0      | 1     | 1      |
| Totalt (6 sporter) | 3    | 11     | 13    | 27     |

## Lista över medaljörer
| Medalj | Namn | Spel                | Sport         | Gren                          |
| ------ | --- | ------------------- | ------------- | ----------------------------- |
| Brons  | Nojim Maiyegun | Tokyo 1964          | Boxning       | Herrarnas lätt mellanvikt     |
| Brons  | Isaac Ikhouria | München 1972        | Boxning       | Herrarnas lätt tungvikt       |
| Silver | Peter Konyegwachie | Los Angeles 1984    | Boxning       | Herrarnas fjädervikt          |
| Brons  | Sunday Uti Moses Ugbusien Rotimi Peters Innocent Egbunike | Los Angeles 1984    | Friidrott     | Herrarnas 4×400 meter stafett |
| Silver | Olapade Adeniken Davidson Ezinwa Chidi Imoh Oluyemi Kayode Osmond Ezinwa* | Barcelona 1992      | Friidrott     | Herrarnas 4×100 meter stafett |
| Silver | David Izonritei | Barcelona 1992      | Boxning       | Herrarnas tungvikt            |
| Silver | Richard Igbineghu | Barcelona 1992      | Boxning       | Herrarnas supertungvikt       |
| Brons  | Beatrice Utondu Christy Opara-Thompson Mary Onyali Faith Idehen | Barcelona 1992      | Friidrott     | Damernas 4×100 meter stafett  |
| Guld   | Chioma Ajunwa | Atlanta 1996        | Friidrott     | Damernas längdhopp            |
| Guld   | Herrarnas fotbollslandslagDaniel Amokachi Emmanuel Amuneke Tijani Babangida Celestine Babayaro Emmanuel Babayaro Teslim Fatusi Victor Ikpeba Dosu Joseph Nwankwo Kanu Garba Lawal Abiodun Obafemi Kingsley Obiekwu Uche Okechukwu Jay-Jay Okocha Sunday Oliseh Mobi Oparaku Wilson Oruma Taribo West             | Atlanta 1996        | Fotboll       | Herrarnas turnering           |
| Silver | Olabisi Afolabi Fatima Yusuf Charity Opara Falilat Ogunkoya | Atlanta 1996        | Friidrott     | Damernas 4×400 meter stafett  |
| Brons  | Mary Onyali | Atlanta 1996        | Friidrott     | Damernas 200 meter            |
| Brons  | Falilat Ogunkoya | Atlanta 1996        | Friidrott     | Damernas 400 meter            |
| Brons  | Duncan Dokiwari | Atlanta 1996        | Boxning       | Herrarnas supertungvikt       |
| Guld   | Nduka Awazie Fidelis Gadzama Clement Chukwu Jude Monye Sunday Bada Enefiok Udo-Obong | Sydney 2000         | Friidrott     | Herrarnas 4×400 meter stafett |
| Silver | Glory Alozie | Sydney 2000         | Friidrott     | Damernas 100 meter häck       |
| Silver | Ruth Ogbeifo | Sydney 2000         | Tyngdlyftning | Damernas tungvikt (75 kg)     |
| Brons  | Olusoji Fasuba Uchenna Emedolu Aaron Egbele Deji Aliu | Aten 2004           | Friidrott     | Herrarnas 4×100 meter stafett |
| Brons  | James Godday Musa Audu Saul Weigopwa Enefiok Udo-Obong | Aten 2004           | Friidrott     | Herrarnas 4×400 meter stafett |
| Silver | Herrarnas fotbollslandslagOlubayo Adefemi Dele Adeleye Oluwafemi Ajilore Efe Ambrose Victor Anichebe Onyekachi Apam Emmanuel Ekpo Ikechukwu Ezenwa Promise Isaac Monday James Sani Kaita Chinedu Obasi Victor Nsofor Obinna Peter Odemwingie Chibuzor Okonkwo Solomon Okoronkwo Oladapo Olufemi Ambruse Vanzekin | Peking 2008         | Fotboll       | Herrarnas turnering           |
| Silver | Franca Idoko Gloria Kemasuode Halimat Ismaila Oludamola Osayomi Agnes Osazuwa* | Peking 2008         | Friidrott     | Damernas 4x100 meter stafett  |
| Silver | Blessing Okagbare | Peking 2008         | Friidrott     | Damernas längdhopp            |
| Brons  | Chika Chukwumerije | Peking 2008         | Taekwondo     | Herrarnas tungvikt (+80 kg)   |
| Brons  | Mariam Usman | Peking 2008         | Tyngdlyftning | Damernas +75 kg               |
| Brons  | Herrarnas fotbollslandslagShehu Abdullahi Junior Ajayi Daniel Akpeyi Stanley Amuzie Emmanuel Daniel William Troost-Ekong Saturday Erimuya Oghenekaro Etebo Imoh Ezekiel Kingsley Madu Mikel John Obi Muenfuh Sincere Azubuike Okechukwu Popoola Saliu Umar Sadiq Ndifreke Udo Aminu Umar Usman Mohammed          | Rio de Janeiro 2016 | Fotboll       | Herrarnas turnering           |
| Silver | Blessing Oborududu | Tokyo 2020          | Brottning     | Damernas 68 kg, fristil       |
| Brons  | Ese Brume | Tokyo 2020          | Friidrott     | Damernas längdhopp            |